# 紀元前530年
紀元前530年（きげんぜん530ねん）は、西暦（ローマ暦）による年。紀元前1世紀の共和政ローマ末期以降の古代ローマにおいては、ローマ建国紀元224年として知られていた。紀年法として西暦（キリスト紀元）がヨーロッパで広く普及した中世時代初期以降、この年は紀元前530年と表記されるのが一般的となった。

## 他の紀年法
- 干支 : 辛未
- 日本
  - 皇紀131年
  - 安寧天皇19年
- 中国
  - 周 - 景王15年
  - 魯 - 昭公12年
  - 斉 - 景公18年
  - 晋 - 昭公2年
  - 秦 - 哀公7年
  - 楚 - 霊王11年
  - 宋 - 元公2年
  - 衛 - 霊公5年
  - 陳 - 恵公4年
  - 蔡 - 平侯元年
  - 曹 - 武公25年
  - 鄭 - 簡公36年
  - 燕 - 悼公6年
  - 呉 - 余昧元年
- 朝鮮
  - 檀紀1804年
- ベトナム :
- 仏滅紀元 : 15年
- ユダヤ暦 : 3231年 - 3232年

## できごと

### 中国
- 斉の高偃が軍を率いて北燕伯款を唐に送り込んだ。
- 宋の華定が使節として魯に赴いた。
- 斉の景公・衛の霊公・鄭の簡公が晋に赴き、昭公に朝見した。
- 楚の霊王が大夫の成虎を殺させた。
- 晋の荀呉が斉軍と合流すると偽り、鮮虞に道を借りて昔陽に攻め入り、肥を滅ぼした。
- 周の原伯絞がその家臣らによって追放された。
- 周の甘悼公過が甘成公や甘景公の支族を排除しようとして、反撃に遭い、殺害された。甘成公の孫の甘平公鰌が立てられた。
- 魯の叔仲小・南蒯・公子憖が季孫氏の排除を計画した。費の宰の南蒯は費に拠って離反して、斉についた。公子憖は費の離反を聞いて斉に亡命した。
- 楚の霊王が州来で狩猟をおこない、徐を包囲し、呉を脅かした。
- 晋が鮮虞を攻撃した。

## 死去
- 簡公 - 鄭の君主